# Лею
Лайу́ — город, расположенный на острове Сент-Винсент. Является крупнейшим городом и административным центром округа Сент-Эндрю (государство Сент-Винсент и Гренадины).
Близ Лайу находится один из известнейших участков скопления петроглифов на острове. Это отдельно лежащий каменный блок длиной более шести метров, на котором выбиты изображения индейского бога Иокаху, который, как гласят легенды, подарил людям умение выращивать маниоку.